# محوطه دمیرچی
محوطه دمیرچی مربوط به دوران‌های تاریخی پس از اسلام است و در شهرستان تاکستان، بخش ضیا آباد، روستای بوزندان واقع شده و این اثر در تاریخ ۲۵ اسفند ۱۳۸۰ با شمارهٔ ثبت ۵۵۶۲ به‌عنوان یکی از آثار ملی ایران به ثبت رسیده است.